# Wet op de Ruilverkaveling
Wet op de Ruilverkaveling, ook wel ruilverkavelingswet, bood in Nederland de wettelijke kaders voor ruilverkaveling waardoor het niet langer nodig was dat alle individuele boeren instemden met de herverkaveling. De wet gold vanaf diens inwerkingtreding 1924 tot 1985 toen de wet werd vervangen door Landinrichtingswet. De wet was opvolger van de in 1886 in werking getreden Markewet die de verdeling van gemeenschappelijke gronden in zandgebieden regelde.

## Geschiedenis
Eind negentiende eeuw concludeerde men dat het droevig gesteld was met de verkavelingstoestand in Nederland. Versnippering van landbouwgrond was over de eeuwen heen ontstaan door een proces van schaalverkleining. De bevolkingsdruk zorgde ervoor dat een beperkte hoeveelheid land over steeds meer mensen (zoons van de boeren) verdeeld moest worden. Dankzij de komst van kunstmest en intensievere grondbewerking, waardoor productiviteit werd vergroot, alsmede specialisatie maakte het mogelijk om het land op dergelijke wijze te verdelen. Ook het stijgen van de pachtprijzen zorgde voor schaalverkleining.
Vanwege de inefficiëntie van deze toestand kwamen er steeds meer hoeken geluiden voor verandering. Pionierswerk voor een ruilverkavelingsoplossing werd verricht door het Nederlandsch Landbouw-Comité (NLC) dat in 1884 was opgericht. In 1908 brachten zij een rapport uit met het verzoek om maatregelen tot het verkrijgen van beter afgeronde eigendommen. Ook kwamen zij in 1910 met een wetsvoorstel op basis van de Duitse wetgeving (ook wel bekend als 'Flurbereinigung') . De overheid legde deze rapporten in eerste instantie naast zich neer en kwam niet verder dan het advies te geven om krachtig propaganda te voeren. De Nederlandsche Heidemij kreeg subsidie om een propagandacampagne op te zetten voor de ruilverkaveling. Met succes vond de eerste ruilverkaveling, op vrijwillige basis, plaats in Ballum (Ameland) waar 119 landeigenaren overeenstemming bereikte om het aantal percelen terug te brengen van 3659 naar 500. Op een paar uitzonderingen na waren de successen van de ruilverkaveling relatief beperkt door het ontbreken van een wettelijk kader. Omdat de ruilverkaveling volledig was aangewezen op vrijwilligheid liep het proces vaak spaak als een kleine minderheid het niet eens was met de opvattingen van de meerderheid. Het realiseren van een machtsmiddel dat dit zou verhelpen was echter niet eenvoudig omdat het inging tegen de heersende opvattingen over contractvrijheid en eigendomsrecht.
In 1919 vroeg de heer Van Rappard zich in de Tweede Kamer hardop af of het niet wenselijk was dat er een wettelijk kader zou komen voor de ruilverkaveling. Vanaf 1920 werd er daarom in de Tweede Kamer over gesproken en gewerkt aan dergelijk wetgeving. Uiteindelijk zou de eerste wetgeving in 1924 tot stand komen. De reden waarom men uiteindelijk toch overstag ging voor de wet, terwijl men in 1910 nog veel terughoudender was, lag in de Eerste Wereldoorlog. Door de voedselschaarste gedurende de oorlog (ook wel gezien als de agrarische malaise) ontstond de wens voor productieverhoging en extra bestaansmogelijkheden voor de snelgroeiende plattelandsbevolking.

## Eerste Ruilverkavelingswet (1924)
De eerste ruilverkavelingswet had een puur agrarische doelstelling, de wet had dan ook alleen betrekking op gronden met een landbouwkundig gebruik. Meer specifiek werd in de toelichting van de wet aangegeven dat het doel was om:
de gelegenheid open te stellen om daar, waar landelijke eigendommen zeer verspreid liggen, een voor het landbouwbedrijf ongunstige vorm hebben of gebrekkige uitwegen of waterafvoer bezitten, een betere economische indeeling te verkrijgen, waardoor de productiviteit van de bodem kan worden verhoogd
De wet kende vier argumenten voor ruilverkaveling:
1. het verenigen van verspreid liggende percelen
2. het zodoende verruimen van de percelen en daardoor het reduceren van hun aantal
3. het verbeteren van de ontsluiting
4. het verbeteren van de ontwatering

Om de ruilverkaveling te starten moest minimaal een kwart van de belanghebbenden meewerken (art. 14) aan een aanvraag bij de Gedeputeerde Staten. Als de aanvraag daar werd goedgekeurd werd begonnen met de voorbereiding. Dit betrof het opstellen van een stemmingsadministratie en een houden van een stemming. Voor doorgang van de ruilverkaveling was bij de stemming over het plan een dubbele meerderheid vereist (art. 23). Dat wil zeggen dat minimaal de helft van de eigenaren – met samen minimaal de helft van de grond – voor het ruilverkavelingsplan moesten stemmen. De stemming vond plaats in een openbare vergadering, waarvoor de Gedeputeerde Staten verantwoordelijk waren, waarbij thuisblijvers als vóórstemmers telden. Zodra tot ruilverkaveling werd besloten, benoemden Gedeputeerde Staten een Plaatselijke Commissie. Deze bestond uit een aantal vertegenwoordigers uit de streek, bijgestaan door experts van de Heidemaatschappij (later de Cultuurtechnische Dienst), het Kadaster en eventueel van natuurbeschermingsorganisaties.
Vervolgens verder gegaan met het maken van een Lijst van Rechthebbenden, een inventarisatie van de eigendoms- en gebruikssituatie (art. 21). Ook werd er een inschatting gemaakt van de waarde (op basis van perceelsvorm, vruchtbaarheid en ontsluiting) van de ingebrachte percelen, dit werd als basis voor de ruil gebruikt. Daarna inventariseerde men de gewenste veranderingen en maakte daaruit een Plan van Toedeling. Ook werd er op basis van de wensen een Plan van Wegen en Waterlopen (art. 55) gemaakt waarin de nieuwe ontsluiting werd vastgelegd. De nieuwe verkaveling moet juridisch beklonken worden in een notariële Akte van Toedeling en ingeschreven worden in de openbare registers van het Kadaster. Als laatste volgde de financiële afwikkeling, waarvoor opnieuw een inschatting van de waarde van de percelen werd gemaakt. De kosten werden voorgeschoten door het Rijk maar moesten in 10 jaar tegen een betaling van een annuïteit van aflossing en rente van 13,6% worden terugbetaald (art. 78). Kosten werden bepaald op basis van de vastgestelde waarde van de kavels, dat betekende dus eigenlijk dat men betaalde naar oppervlakte .
De wet voorzag in een aantal momenten waarop de belanghebbenden konden reclameren tegen voorgenomen plannen of berekende waarden. Het effect van de wet bleef echter beperkt, tot 1938 was nog geen 20.000 hectare land uitvoering genomen. De dubbele meerderheid eis en het kostenaspect waren de beperkende factoren. Ook moet opgemerkt worden dat de wet uitsluitend betrekking had op eigendom, pacht en erfpacht konden niet meedoen aan de ruilverkaveling.

## Tweede Ruilverkavelingswet (1938)
In 1938 werd de wet aangepast om de beperkingen die de ruilverkavelingen in de weg stonden, namelijk de dubbele meerderheideis en de kosten, te verhelpen. Ondanks dat de strekking ongeveer hetzelfde bleef als van de wet uit 1924 werd de focus wel wat verbreed. De Ruilverkavelingswet van 1924 was met name gericht op het samenvoegen van gronden en de aanleg van waterlopen. De Ruilverkavelingswet van 1938 besteedde ook aandacht aan de verbetering van de vorm van de percelen, de regeling van de waterhuishouding, de aanleg van wegen, het verplaatsen van boerderijen en het brengen van de boerderijen bij het land, ontginning, herontginning en drooglegging, de aanzetten van landschapsbouw en waar mogelijk de aanleg van werken als waterleidingen, elektrische leidingen en dergelijke .

Met de nieuwe wet werd het aantal eigenaren dat nodig was om een ruilverkaveling aan te vragen verlaagd, van 25% (zoals in 1924) naar 20%. Ook kwam de dubbele meerderhiedeis te vervallen. Voortaan kon een ruilverkaveling doorgang vinden als de helft van de eigenaar voor de ruilverkaveling was of wanneer een minderheid van de eigenaren met minimaal de helft van de instemming gebrachte oppervlakte vóór de ruilverkaveling was. Thuisblijvers werden nog steeds geacht vóórgestemd te hebben. Een andere verandering was dat voortaan ook publiekrechtelijke personen (zoals waterschappen) een verzoek konden doen tot ruilverkaveling. Ook de overheid zelf kon, in het publieke belang, een ruilverkaveling opleggen. Eveneens werden de kosten aangepakt, de terugbetaling van de kosten door de belanghebbenden mocht nu plaatsvinden in een periode van 26 jaar tegen een annuïteit van 5% en werden de kosten van de landmeters kwamen geheel ten laste van het Rijk. Tegelijkertijd begon de overheid met een subsidieregeling. Wanneer de overheid een ruilverkaveling door de Dienst voor de Werkverschaffing, later Dienst Uitvoering Werken (DUW), liet uitvoeren, dan bedroeg de bijdrage van de overheid bijna 100%. Wanneer men vrije arbeiders aanstelde werd de overheidsbijdrage aan een project teruggebracht tot ongeveer 75%. Pachters werden in deze wet zijdelings genoemd, maar er werd niet concreet aangegeven hoe men met die situatie om moest gaan.
het recht van huur en van pacht moet bij elke verkaveling geregeld of opgeheven worden, onder regeling van de geldelijke gevolgen ervan.

### Wetswijziging 1941
In 1941 volgde nog een wijziging op deze wet, waarbij het mogelijk werd te beginnen met de uitvoeringen (m.n. Plan van Wegen en Waterlopen) nog voordat een plan (Plan van Toedeling) was goedgekeurd. Ook was het dankzij deze wijziging mogelijk om landeigenaren te compenseren met geld (een vergoeding van de grondwaarde) in plaats van land.

## Derde Ruilverkavelingswet (1954)
De ruilverkavelingswet uit 1938 bleek na de Tweede Wereldoorlog onvoldoende om bestaande problemen op gewenste wijze op te lossen. Zo kwam men in de problemen bij de wederopbouw van het tijdens de oorlog zwaar getroffen Walcheren. Omdat het gebied door oorlogshandelingen was overstroomd en vernield wilde men een geheel nieuwe situatie creëren waarbij rekening werd gehouden met zowel agrarische belangen als de belangen van toerisme en industrie. Daarom werd de Herverkavelingswet Walcheren aangenomen. Met deze wet waren het niet de grondeigenaren die besliste over de ruilverkaveling maar de overheid. Daarnaast bood de wet mogelijkheden tot sanering of verplaatsing van bedrijven en kende het een gunstigere rente. Ook bij de Watersnoodsramp bleek de Ruilverkavelingswet van 1938 onvoldoende. Daarom werd in 1953 Wet Herverkaveling Noodgebieden aangenomen, zodat de Herverkavelingswet Walcheren in aangepaste vorm toegepast kon worden op de gebieden Schouwen-Duiveland, Tholen, de Zak van Zuid-Beveland en Waarde.
Omdat de ervaringen met de beide noodwetten zo positief waren besloot men in 1954 opnieuw de Ruilverkavelingswet aan te passen. De wet kreeg een meer integraal karakter. In de eerdere wetten werden percelen zoals ze bestonden geruild en werden wegen en waterlopen op die verandering aangepast. Met de wet van 1954 kwam er meer aandacht voor het ingrijpend verbeteren van de gehele agrarische bedrijfsstructuur, dus inclusief waterbeheersing en cultuurtechnische aanpassingen. Dit kwam onder andere tot uiting in de bepaling dat maximaal 5% van de ingebrachte gronden aangewezen kon worden voor doeleinden van algemeen nut. Ook werd het Landschapsplan geïntroduceerd, waarbij gronden met een landschappelijke waarde zoveel mogelijk werden veiliggesteld.
Ook werden er financiële veranderingen doorgevoerd. Het Plan van Toedeling werd gesplitst van de Lijst der Geldelijke Regelingen, waarmee de kosten niet langer naar oppervlakte werden bepaald. In plaats daarvan betaalde men nu naar de mate van nut die hij/zij bij de ruilverkaveling had. Hiervoor werd een tweede waarde inschatting gemaakt. Het verschil tussen de eerste (voor ruilverkaveling) en tweede (na ruilverkaveling) waarde inschatting bepaalde de mate van nut. De te betalen kosten konden werden terugbetaald gedurende een periode van 30 jaar tegen rente en aflossing van 5%.
Een andere belangrijke veranderingen was het expliciet benoemen van pachters als belanghebbende. Ruilverkavelingen die onder de nieuwe Ruilverkavelingswet vielen werden ook wel aangeduid als ruilverkavelingen ‘nieuwe stijl’. Voorbeelden van gebieden waar ingrijpende aanpassingen plaatsvonden binnen de Ruilverkaveling nieuwe stijl zijn de Bommelerwaarden en de Tielerwaarden.

### Wetswijziging 1975
In de wetswijziging van 1975 vond een belangrijke wijziging plaats waarbij enkel de daadwerkelijk uitgebrachte stemmen geteld werden. Het was dus niet langer zo dat thuisblijvers telde als voorstemmers. Met deze wetswijziging kregen pachters, die tot dan toe slechts belanghebbende waren, ook stemrecht. Daarnaast werd ook bepaald dat ook geregeld dat de rente en aflossing tegen 6% gedurende een periode van 26 jaar moest worden betaald.